# Mercedes Coghen Alberdingk-Thijm
Mercedes Coghen Alberdingk-Thijm (Madrid, 2 d'agost de 1962) és una jugadora d'hoquei sobre herba madrilenya, ja retirada, guanyadora d'una medalla olímpica d'or. És germana del també jugador d'hoquei sobre herba i medallista olímpic Juan Luis Coghen.
Membre del Cub de Campo Villa de Madrid va participar, als 29 anys, en els Jocs Olímpics d'Estiu de 1992 celebrats a Barcelona (Catalunya), on va aconseguir guanyar la medalla d'or en la prova femenina d'hoquei sobre herba. Era la capitana de l'equip.
Una vegada retirada s'ha dedicat a la gestió esportiva, sent directora executiva del Campionat Preolímpic Masculí de 2004 i el del Món femení de 2006. Sent vicepresidenta de la Federació Espanyola d'Hoquei, el 2006 fou la Consellera Delegada de Madrid-16.
Va ser investigada, i absolta de malversació i frau, en una derivada del cas Noos.